# Frank Forde

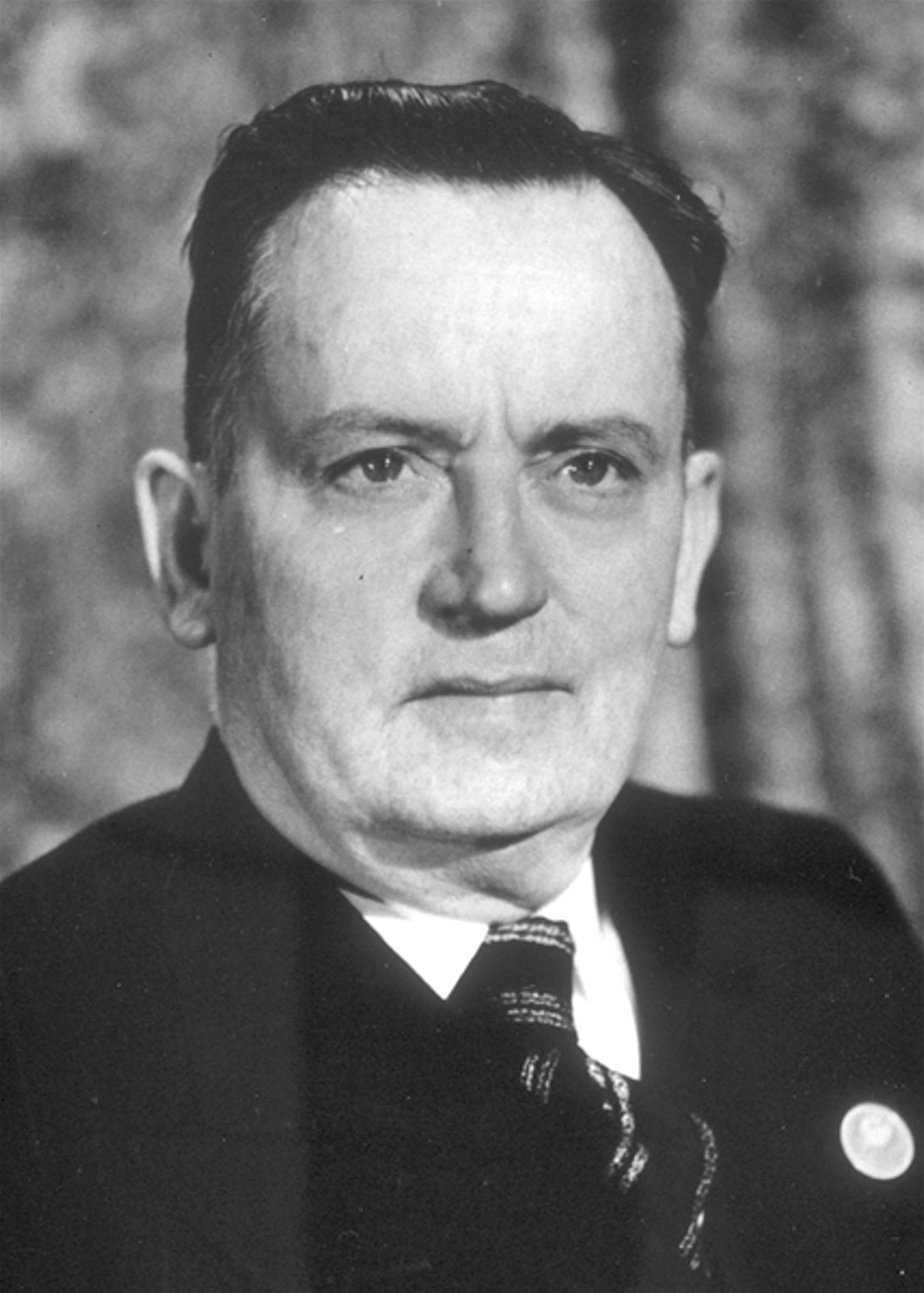
Francis Michael Forde

Francis Michael Forde (18 de julho de 1890 - 28 de janeiro de 1983) foi um político australiano que serviu como o 15º primeiro-ministro da Austrália de 6 a 13 de julho de 1945. Ele ocupou o cargo de vice-líder do Partido Trabalhista Australiano (ALP), servindo como primeiro-ministro interinamente após a morte de John Curtin em 1945. Ele é o primeiro-ministro com menos tempo de mandato na história da Austrália e o segundo a servir como interino.

## Vida
Forde nasceu em Mitchell, Queensland, filho de pais imigrantes irlandeses. Ele eventualmente se estabeleceu em Rockhampton, e foi professor e telegrafista antes de entrar para a política. Tendo ingressado na ALP ainda jovem, Forde foi eleito para a Assembleia Legislativa de Queensland em 1917, aos 26 anos. Ele se transferiu para a Câmara dos Representantes nas eleições federais de 1922, vencendo a Divisão de Capricornia. Forde foi um ministro assistente e ministro no governo Scullin de 1929 a 1932, e foi o grande responsável pela política do governo de aumentos de tarifas durante a Grande Depressão. Ele entrou no gabinete em 1931 como Ministro do Comércio e Alfândegas.
Após a derrota esmagadora dos trabalhistas nas eleições de 1931, Forde foi eleito vice-líder no lugar de Ted Theodore. Esperava-se que ele se tornasse líder do partido após a aposentadoria de Scullin em 1935, mas perdeu para John Curtin por um voto. Ele retornou ao gabinete em 1941 como ministro do Exército no governo Curtin, e como vice-primeiro-ministro de fato foi uma das figuras mais proeminentes do governo. Quando John Curtin morreu no cargo em 1945, Forde foi nomeado primeiro-ministro para servir enquanto o Partido Trabalhista elegeu um novo líder. Ele disputou a votação da liderança contra Ben Chifley e Norman Makin, mas Chifley saiu vitorioso.
Forde continuou como vice-líder e ministro do exército no governo Chifley, mas perdeu seu assento na eleição de 1946. Em seguida, foi Alto Comissário para o Canadá de 1947 a 1953. Forde tentou voltar ao parlamento federal em 1954, mas não teve sucesso. Ele venceu uma eleição estadual suplementar em Queensland no ano seguinte - o único ex-primeiro-ministro a entrar no parlamento estadual - mas cumpriu apenas um único mandato antes de ser novamente derrotado. Forde morreu aos 92 anos, e recebeu um funeral de Estado; Gough Whitlam é o único primeiro-ministro que viveu até uma idade maior.